# 冑刺尻魚
冑刺尻魚，俗名火焰神仙，為輻鰭魚綱鱸形目鱸亞目蓋刺魚科的一個種。

## 分布
本魚分布於太平洋區，包括菲律賓、澳洲、所羅門群島、馬紹爾群島、密克羅尼西亞、新喀里多尼亞、庫克群島、斐濟、東加、萬納杜、法屬波里尼西亞、關島、夏威夷群島、吉里巴斯、強斯頓環礁、薩摩亞群島等海域。

## 深度
分布在15至60公尺的水深。

## 特徵
本魚魚體及背鰭、臀鰭主要為橘紅色，從鰓蓋後面至尾柄以及尾鰭為金黃色，上面有三至四條的垂直條紋。背鰭及臀鰭有紫色邊緣，並自逐漸變寬與鰭後部的黑色條紋相結合，胸鰭和腹鰭及鰓蓋為橘紅色。背鰭硬棘14枚、背鰭軟條16-18枚，臀鰭硬棘3枚、臀鰭軟條17-18枚。體長可達15公分。

## 生態
本魚棲息於潟湖或臨海的礁石區，以藻類為食，通常以一條雄魚配數條雌魚為一群體。

## 經濟利用
為色彩鮮豔具高經濟價值的觀賞魚，容易飼養，性情溫和。